# Adriano Guerra
Adriano Guerra (Voghera, 31 gennaio 1926 – Roma, 15 gennaio 2011) è stato un giornalista italiano.

## Biografia
Figlio di contadini, fu arrestato a Voghera nel 1944 per non aver risposto ai bandi della Repubblica di Salò, consegnato ai tedeschi e deportato in Germania. Dopo mesi di lavoro coatto in un'azienda agricola fuggì verso est fino a raggiungere i soldati sovietici e con loro la liberazione.
Tornato in Italia Guerra si iscrisse al Partito Comunista Italiano e divenne funzionario della Federazione di Pavia. Lasciò l'incarico nel 1956, in dissenso con l’interpretazione del suo partito dei "fatti di Ungheria". Rientrato nel PCI, Guerra cominciò nella redazione milanese de l'Unità il lavoro di giornalista. Come redattore delle pagine sindacali seguì nel 1962 la vertenza della Fiat. Negli anni tra il 1966 e il 1971 fu a Mosca come corrispondente dell'organo ufficiale del PCI. Dalla capitale sovietica il primo pezzo che telefonò al giornale fu sui dissidenti russi. Quando tornò in Italia lavorò alla creazione del Centro studi sui Paesi dell'Est dell'Istituto Gramsci. Successivamente andò a dirigere il Centro studi di politica internazionale.
Il 21 febbraio 2011, un mese dopo la morte di Guerra, si è tenuto all'Istituto Gramsci un seminario sulla sua figura e la sua opera.

## Opere (parziale)
- Il sentiero di Ho Chi Minh (1970)
- Gli anni del Cominform (1977)
- Dopo Brežnev (1982)
- Il giorno che Chruščëv parlò (1986)
- Il crollo dell'impero sovietico (1996)
- Di Vittorio e l'ombra di Stalin (1997, con Bruno Trentin)
- URSS, perché è crollata (2001)
- Comunisti e comunismi (2005)
- La solitudine di Berlinguer (2009)